# Nuridə Atəşi

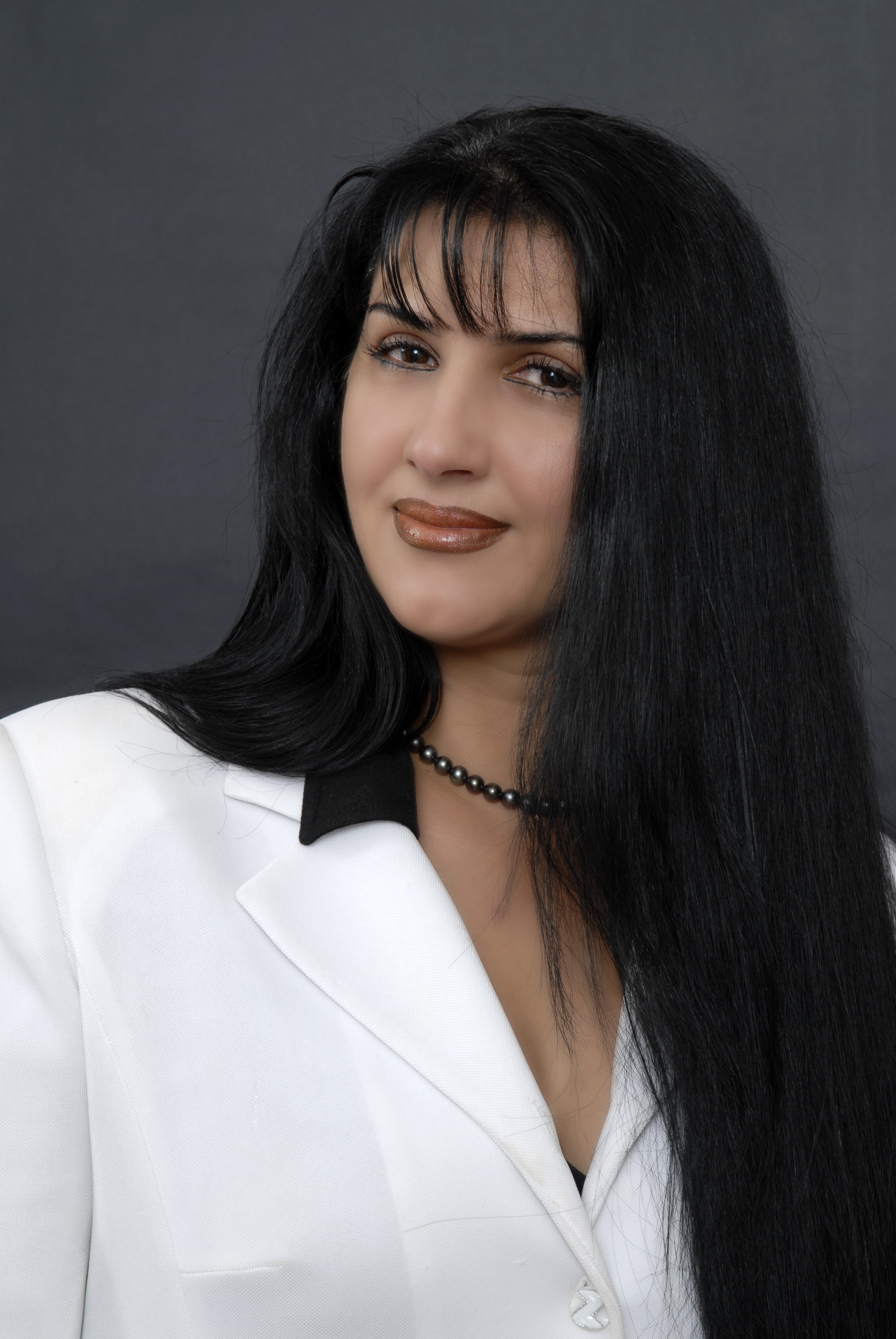
Nourida Gadirova Ateshi

Nurida Gadirova Ateshi oder Nourida Ateshi ist der Künstlername von Nurida Gadirova (* 22. August 1965 in Oğuz, Aserbaidschanische SSR). Sie ist eine aserbaidschanische Autorin und Prähistorikerin und lebt seit 1995 in Berlin.

## Leben
Nuridə Gadirova Atəşi studierte von 1982 bis 1985 in Baku an der Hochschule für Kultur und Sozialpädagogik. Anschließend studierte sie von 1985 bis 1989 an der Universität für Kultur und Kunst in Baku und schloss dieses Studium mit dem Diplom als Kulturwissenschaftlerin ab. 2001 wurde sie an der Universität für Kultur und Kunst in Moskau im Fach Pädagogik promoviert. Nach einer staatlichen Prüfung im Fach Geschichte im Historischen Institut der Nationalen Akademie der Wissenschaften erhielt sie eine Ernennung zur Historikerin. Sie wandte sich damit de Geschichte und Archäologie zu.
Sie schrieb früh Gedichte. 1983 gewann sie einen Grand Prix zum 850. Jubiläum von Nezami Gandschawi (1141–1209) sowie 1985 den ersten Preis in einem Lesewettbewerb mit Werken des Dichters S. Vurgun. Ihre offene und freiheitliche Orientierung mit feministischen und erotischen Gedichten sowie gesellschaftskritischen Kommentaren führten zu einem Publikationsverbot in der hierarchischen Gesellschaft Aserbaidschans. Unter dem Pseudonym Atəşi (die „Feurige“) veröffentlichte sie Texte und Gedichte.
Bedeutend sind für ihr Schaffen die Lage der Frauen in Aserbaidschan, die strenge patriarchalische Herrschafts- und Machtorientierung, der Mangel an individueller Freiheit sowie der Konflikt um Bergkarabach.
Sie schreibt, dichtet, forscht und übersetzt. Ihre Arbeiten sind in aserbaidschanischer, deutscher, englischer, persischer, russischer und türkischer Sprache erschienen. Nuridə Atəşi bekam für ihre Werke anderem wurde den höchsten literarischen Medienpreis Aserbaidschans, die „Goldene Feder“ verliehen. Sie hat bisher 18 Bücher veröffentlicht. Mehrere ihrer Gedichte wurden in die deutschsprachige Anthologie „Prosa und Lyrik unserer Zeit“ (erschienen im Karin Fischer Verlag) aufgenommen. Ihre Werke wurden von der Leipziger Nationalbibliothek katalogisiert. Nuridə Atəşi leitet als Vorsitzende des Instituts für Kaukasus-Forschungen, zunächst unter dem Namen Gencevi-Institut für aserbaidschanische Kultur in Deutschland. Seit 2011 ist sie Mitglied des internationalen Schriftstellervereins PEN.

## Forschungsarbeit
Als Direktorin des Instituts für Kaukasus-Forschungen forscht Atəşi seit 1996 über die kaukasischen Amazonen. Grundlage sind vor allem neuere archäologische Entdeckungen, die sie zu einer Neubewertung historischer und ethnologischer Arbeiten führen. Atəşi führte Forschungsreisen durch den Kaukasus durch, nahm an Ausgrabungen teil, führte Feldforschungen durch und arbeitete in Museen, Archiven und Magazinen.
Viele kaukasische und europäische Wissenschaftler stehen der Existenz der Kaukasischen Amazonen bis jetzt skeptisch gegenüber. Sie sehen diese meist als griechischen Mythos.
Seit 2011 forscht Nuridə Atəşi als Habilitandin am Institut für Archäologie und Ethnologie der Nationalen Akademie der Wissenschaften Aserbaidschans zur Vor- und Frühgeschichte des Südkaukasus in der späten Bronze- und frühen Eisenzeit. Ihre Habilitationsschrift behandelt den Platz der Frau in der Kriegergeschichte Aserbaidschans im zweiten bis ersten Jahrtausend vor Christus, dargestellt auf der Grundlage der archäologischen Funde. Ihren Schwerpunkt legt sie hierbei auf die zentralsüdkaukasische Chodschaly-Gedebey-Kultur, auf Kaukasische Kulturgüter in europäischen Museen sowie die deutsche Geschichte der Archäologie im Kaukasus. Seit Februar 2015 ist Nuridə Atəşi Dozentin und Koordinatorin für Internationale Beziehungen an der Khazar Universität in Baku.
Sie hat 2016 in Baku vorhabilitiert. Thema der Habilitationsschrift war: „Die Rolle der Frauen in der Kriegsgeschichte Aserbaidschans im Zweiten und Ersten Jahrtausend v. Chr. (nach archäologischen Materialien)“; Sie wurde von I. Babayev betreut. Auf Beschluss des Dissertationsrats wurde diese Habilitationsschrift angenommen und zur Verteidigung empfohlen. Wegen ihrer Veröffentlichungen in Aserbaidschan und im westlichen Ausland, in denen sie nationalistische und islamisch orientierte Wissenschaftler einer kritischen Analyse unterzogen hatte, wurde das Verteidigungsverfahren gestoppt und konnte nicht weiter betrieben werden.
2018 wurde Atəşi an der Universität Lyon II in Frankreich habilitiert (Habilitation de Direction de Recherches). Der Titel der Habilitationsschrift lautet: „Der Südkauksus in der späten Bronze- und frühen Eisenzeit am Beispiel der Chodschaly-Gedebey Kultur in Aserbaidschan (1300-700 v.Chr.) Vorschläge einer Definition und zu ihrer Verbreitung“. Die Betreuerin war Michèle Casanova.

## Publikationen
Sie hat 20 Bücher und 300 Publikationen über Literatur, Kultur, Pädagogik, Archäologie und Geschichte veröffentlicht, davon über Archäologie 40 Veröffentlichungen, vier Monographien und ein Universitätslehrbuch. Sie veröffentlicht in fünf Sprachen: Aserbaidschanisch, Türkisch, Russisch, Englisch und Deutsch.
- Ich lebe ohne dich, obwohl du da bist (Sənsiz yaşayıram sən ola-ola), Baku, Kitab Palatasi 1995.
- Was würdest du mit mir tun? (Neylərsən mənə görən), Hitit, Berlin 1995.
- Unser Karabach, unser Schmerz (Qarabagımız – Qarabagrımız), Hitit, Berlin 1996.
- Avindan kaçan avcı (türkisch: „Jäger auf der Flucht vor seiner Beute“), Hitit, Berlin 1997.
- Jäger auf der Flucht vor seiner Beute  Wagemann, Berlin 2002.
- Nicht erlebte Weiblichkeit (Yaşanmamış qadınlıq), Təhsil, Baku 2003.
- Jetzt bin ich da (…Indi mən varam!), Hitit, Berlin 2004.
- Schreie Erstickter Gefühle, Hitit, Berlin 2006.
- Orijinaldan tərcümələr (Übersetzungen deutscher Literatur in Aserbaidschan), Nurlan, Baku 2006.
- Komm, lass uns sündigen (Gəl günaha bataq), Nurlan, Baku 2006.
- Einzelkämpferin, Aus dem Leben von Nourida Ateshi, Hitit-Verlag Berlin 2005. Über sie erschienen ist.
- Kampf um Berg-Karabach (Deutsch-Sachbuch), Herausgeber: Gencevi Institut.
- Mohammed Essad Bey-Die Geheimnisse der letzten Einhundert Jahre (Yüz ilin sirləri) Nurlan, 2007 Baku.
- „Falter & Flamme“ Ein Jahrtausend aserbaidschanische Liebeslyrik Matthes & Seitz Berlin  2008. Nachdichtung  von Nourida Ateschi & Jan Weinert.
- „Feuertochter“ Karin Fischer Verlag, 2009 Aachen.
- “The Amazons of the Caucasus – the real history behind the myths”. Azerbaijan National Academy of Sciences, 2011, Berlin.
- Aserbaidschans Chodschaly-Gedebey Kulturs materialen in europäischen Museen.(Spätenbronze und frühen Eisenzeit), Elm ve Tehsil 2015, Baku.
- Archäologische Kaukasus-Sammlungen in europäischen Museen, Lehrbuch. Aserbaidschanisch mit Zusammenfassungen in Englisch, Russisch und Deutsch,“OL” npkt. 2016, Baku.
- Istoriya archäologiya Kafkaza. Archäologicheskiye i teoreticheskiye isledovaniya. Khazar. 2017, Baku.